# Rae Armantrout
Rae Armantrout (Vallejo, 13 de abril de 1947) é uma poeta norte-americana. Publicou dez livros poéticos e foi destaque na criação de várias antologias importantes. Atualmente, leciona na Universidade da Califórnia, em San Diego, onde é professora de poesia e artes poéticas. Em 2010, venceu o Prêmio Pulitzer de Poesia pela obra Versed.